# Diuranthera major
Diuranthera major là một loài thực vật có hoa trong họ Măng tây. Loài này được Hemsl. mô tả khoa học đầu tiên năm 1905.